# The Iceman Cometh (film)
Pour plus de détails, voir Fiche technique et Distribution.
The Iceman Cometh est un film américain réalisé par John Frankenheimer et sorti en 1973. Il s'agit d'une adaptation cinématographique de la pièce de théâtre Le marchand de glace est passé d'Eugene O'Neill, dont le film reprend intégralement le texte.
Il a été présenté hors compétition au festival de Cannes 1976. En raison de sa longueur, le film sera diffusé avec deux entractes.

## Synopsis
En 1912, Theodore Hickman, surnommé Hickey, est un homme joyeux qui adore faire la fête et boire de l'alcool. Mais sa vie est bouleversée par des évènements qu'il va garder pour lui. Dès lors, il ne boit plus une goutte d'alcool et devient très cynique. En entrant dans son bar habituel, le miteux Last Chance Saloon, il raconte aux personnes présentes tout son désespoir et ses désillusions. Alors que certains, comme Larry Slade, ignorent Hickey, un jeune homme nommé Parritt va être très marqué par les propos d'Hickey.

## Fiche technique
Sauf indication contraire, les informations mentionnées dans cette section peuvent être confirmées par la base de données cinématographiques IMDb,  présente dans la section « Liens externes ».
- Titre original : The Iceman Cometh
- Réalisation : John Frankenheimer
- Scénario : Thomas Quinn Curtiss, d'après la pièce Le marchand de glace est passé d'Eugene O'Neill[4]
- Décors : Jack Martin Smith
- Costumes : Dorothy Jeakins
- Photographie : Ralph Woolsey
- Montage : Harold F. Kress
- Production : Ely Landau

Producteur associé : Les Landau
Producteur délégué : Edward Lewis
- Sociétés de production : Cinévision Ltée et American Film Theatre
- Société de distribution : American Film Theatre (États-Unis)
- Budget : n/a
- Pays de production :  États-Unis
- Langue originale : anglais
- Format : couleur -
- Genre : drame
- Durée : 239 minutes
- Datesde sortie[5] :
  - États-Unis : 29 octobre 1973

## Distribution
- Lee Marvin : Theodore "Hickey" Hickman
- Fredric March : Harry Hope
- Robert Ryan : Larry Slade
- Jeff Bridges : Don Parritt
- Bradford Dillman : Willie Oban
- Sorrell Booke : Hugo Kalmar
- Hildy Brooks : Margie
- Nancy Juno Dawson : Pearl
- Evans Evans : Cora
- Martyn Green : Cecil Lewis
- Moses Gunn : Joe Mott
- Clifton James : Pat McGloin
- John McLiam : Jimmy Tomorrow
- Stephen Pearlman : Chuck Morelo
- Tom Pedi : Rocky Pioggi
- George Voskovec : Piet Wetjoen

## Production
Marlon Brando et Gene Hackman ont notamment été envisagé pour interprété le rôle de Hickey.
Tom Pedi, qui incarne ici Rocky Pioggi, tenait déjà ce rôle dans les premières représentations de la pièce originales en 1946. Sorrell Booke, qui ici, tiens le rôle de Hugo Kalmar, l'avait quant à lui déjà tenu dans l'adaptation télévisée de 1960 de la pièce.
Le tournage a lieu dans les Fox Studios de Los Angeles.

## Distinctions
Robert Ryan a reçu plusieurs récompenses de manière posthume :
Le National Board of Review Award du meilleur acteur.
Le Kansas City Film Critics Circle du meilleur second rôle.
Le Prix spécial aux National Society of Film Critics Awards 1974.

## Commentaire
Il s'agit du dernier film de Fredric March (décédé en 1975) et de Robert Ryan (décédé en 1973).